# Mind Control
Mind Control – debiutancki album jamajskiego wykonawcy reggae, Stephena Marleya wydany 20 marca 2007 roku nakładem wytwórni Universal Republic.
Wydawnictwo zostało w całości wyprodukowane przez Stephena Marleya, a gościnnie w nagraniach udział wzięli m.in. jego bracia Julian i Damian, raper Mos Def czy gitarzysta Ben Harper.
Album zadebiutował na 1. miejscu notowania Top Reggae Albums, 38. miejscu notowania Billboard 200 i 18. miejscu Top R&B/Hip-Hop Albums.
W 2008 roku artysta za wydawnictwo zdobył Nagrodę Grammmy w kategorii Best Reggae Album.

## Lista utworów
Opracowano na podstawie źródła.
1. Mind Control - 4:21
2. Hey Baby (gośc. Mos Def) - 4:54
3. Officier Jimmy (Interlude) - 0:14
4. Iron Bars (gośc. Julian Marley, Mr. Cheeks, Spragga Benz) - 4:15
5. The Traffic Jam (gośc. Damian Marley) - 3:40
6. You're Gonna Leave - 3:43
7. Chase Dem - 4:15
8. Lonely Avenue - 3:08
9. Let Her Dance (gośc. Illestr8, Maya Azucena) - 4:17
10. Fed Up - 4:20
11. Inna Di Red (gośc. Ben Harper) - 6:21

## Notowania
| Notowanie              | Pozycja |
| ---------------------- | ------- |
| Top Reggae Albums      | 1       |
| Billboard 200          | 35      |
| Top R&B/Hip-Hop Albums | 18      |